# 戸沢道盛
戸沢 道盛（とざわ みちもり）は、出羽国の戦国大名。通称は平九郎。官位は飛騨守。戸沢氏16代当主。

## 略歴
父・戸沢秀盛の死により、享禄2年（1529年）に6歳で家督を相続する。ところが、後見役の叔父・戸沢忠盛（兄である秀盛から後継者に指名されたが、秀盛の晩年に道盛が生まれたために約束を反故にされた）が反乱を起こし、道盛は母と共に角館城を追放された。しかし、重臣達は道盛を支持して逆に忠盛を追放したため、角館城に復帰した。
その後、若いうちに隠居し、移封地の常陸国にて79歳まで戸沢氏四代にわたって後見した、という説と、隠居した頃に病死している、という説がある。

## 系譜
- 父：戸沢秀盛
- 母：楢岡（小笠原）左馬介長祐娘
- 室：本堂親条娘
  - 嫡男：戸沢盛重（1551-1592）
  - 長女：花渓永春大禅定尼[3]
  - 次男：戸沢甚盛（?-1624） - 自ら出家して小沼山源東寺の住職となる[3]
  - 三男：戸沢盛安（1566-1590）
  - 四男：戸沢光盛（1576/77-1592）
  - 五男：戸沢盛吉 - 左兵衛尉